# Rhynchodoras xingui
Rhynchodoras xingui és una espècie de peix de la família dels doràdids i de l'ordre dels siluriformes. Poden assolir 6,3 cm de longitud total. És un peix d'aigua dolça i de clima tropical de la conca del riu Xingu a Sud-amèrica.